# Indiansommar (musikalbum)
Indiansommar är ett album från 2006 av Roger Karlsson.
Indiansommar, ORCD 46, 2006

## Låtlista
1. Mannen här bredvid
2. Som om ingenting hade hänt
3. Mjölk på Österlen
4. Ridå
5. Septembersken
6. Vi som ville fram
7. Grönt
8. Alltid nummer ett
9. Igen
10. Salt i mina sår
11. Smulor
12. Rosa elefanter
13. Världens minsta man
14. Vaduvill